# 6996 Alvensleben
A 6996 Alvensleben (ideiglenes jelöléssel 2222 T-2) egy kisbolygó a Naprendszerben. Cornelis Johannes van Houten,  Ingrid van Houten-Groeneveld és  Tom Gehrels fedezte fel 1973. szeptember 29-én.